# Вулиці розбитих ліхтарів
«Вулиці розбитих ліхтарів» (у відеопрокаті «Менти») — російський детективний телевізійний серіал, що вперше з'явився на телебаченні в 1998 році. Тривав п'ятнадцять сезонів, триває сімнадцять років. Серіал розповідає про будні працівників міліції, згодом поліції.

## Сюжет
Кожнен епізод є окремим детективним розслідуванням. Однак події життя самих «ментів» перетікають із серії в серію.

### 1 сезон
У Санкт-Петербурзі в одному з РУВС, яким керує підполковник Петренко на прізвисько Мухомор, у відділі з розкриття умисних вбивств служать оперативниками капітан Казанцев на прізвисько Казанова, капітан Ларін, старший лейтенант Дукаліс і лейтенант Волков; керує відділом майор Соловец, якого підлеглі звуть Георгічем. Також в черговій частині РУВС служить майор Чердинцев.
У епізоді «Операція „Чисті руки“» за безпідставним звинуваченням заарештовують оперативника Олега Степанова у якого в сейфі знайшли «зниклі» докази за старою справою. Його друг і колега капітан Ларін вирішує розібратися у справі, оскільки очевидно, що докази підкинув хтось із своїх. Під підозру в числі інших потрапляє слідчий РУВС — старший лейтенант Абдулова, яка виявляється непричетною до даної справи;
У епізоді «Танці на льоду» за бійку в громадському місці в міліцію потрапляє бізнесмен Блюмінг, якого «менти» змушені відпустити за наказом зверху. Однак у відділенні він забуває теку з документами, яка потрапляє в руки лейтенанту Волкову. При погляді в документи з'ясовується, що там щось не чисто і Волков приймає рішення провести власне розслідування. Після розкриття майор Соловец пише керівництву представлення про підвищення Волкова в званні;

### 2 сезон
Капітан Казанцев їде у відрядження, і подальша його доля невідома. Замість нього у відділ приходить колишній слідчий — старший лейтенант Абдулова. Волков уже старший лейтенант.

### 5 сезон
У епізоді «Гарячі голови» керівництво ухвалило рішення присвоїти Волкову наступне звання — капітан, співробітники відділу готують з цієї нагоди свято в кафе. В цей же час перед нічним клубом троє солдатів строковиків вбивають одного з відвідувачів, менти починають об'їжджати військові частини з метою знайти вбивць, один з солдатів зауважує ментів і попереджає своїх друзів і вони прихопивши зброю біжать з частини. Солдати ховаються в одній з квартир житлового будинку, куди їх привіз таксист, колишній підопічний Волкова, в бутність роботи останнього в дитячій кімнаті міліції. Однак солдати вирішили з ним не розплачуватися, в результаті таксист звертається до Волкову за допомогою. Ларін, Дукаліс і Волков виїхали за вказаною адресою і виявили в квартирі втекли солдатів, Волков побіг за понятими, а Ларін став дзвонити Соловцов з проханням надіслати машину, під час дзвінка один із солдатів схопив гранату, висмикнув чеку і став висувати вимоги грошей і можливості втекти, Ларін і Дукаліс розіграли спектакль, що їм це не цікаво і вони йдуть. Солдат вставив чеку назад в гранату, відразу після чого Ларін його застрелив, граната випала з рук і з неї вискочила чека, що знаходилися в кімнаті включаючи Ларіна та Дукаліса загинули, підполковник Петренко після цього потрапив до лікарні з серцевим нападом. Волков приходить в замовлене кафе і на самоті випиває чарку горілки в честь присвоєння йому звання капітана.

### 6 сезон
Зі старої команди в забійному відділі залишилися тільки майор Соловец і капітан Волков.
У серії «Проста формальність» власниця кафе-бару «Гвоздика» Варя Замахіна в під'їзді власного будинку стала свідком вбивства і викликала міліцію, на виклик приїхав Волков разом з новим співробітником забійного відділу лейтенантом Порохнёй. Так як свідок бачила обличчя вбивці їй загрожує небезпека, тому Соловец доручає новачкові охороняти її, поки вони шукають вбивцю. В результаті Варя міцно здружилася з ментами і стала їх добровільної помічницею в подальших розслідуваннях.
У серії «Основна версія» до команди ментів приєднується новий співробітник — капітан Димов, який перевівся до них з главку — любитель японських бойових мистецтв, за що отримав прізвисько «Самурай», У серії «Серпневий щипач» на посаду начальника РУВС приходить полковник Єршов — ветеран Афганської кампанії, пристрасний рибалка, що отримав серед ментів прізвисько «Дід».

### 9 сезон
Соловец отримує підвищення і стає начальником РУВС у званні підполковника, замість нього начальником відділу розслідування вбивств стає Волков, якому було присвоєно звання майора. У забійному відділі продовжує працювати капітан Димов, а також новачки старший лейтенант ридання та лейтенанти Лапіна та Потапов (замість останнього в деяких серіях брав участь молодший лейтенант Кашкін, раніше проходив стажування у відділі).

### 10 сезон
У серії «Різники» керівництво ГУВС створює нову структуру — Міжрайонне УВС, в його завдання входить розслідування справ, які складно віднести до конкретного району. Главою нового підрозділу призначено полковника Фірсов на прізвисько «Кефірич». На чолі забійного відділу стає підполковник Соловец, а його заступником майор Волков, разом з ними переходять капітан Димов і старший лейтенант ридання, на новому місці до них приєднується вже старший лейтенант Порохня і два нових співробітника старший лейтенант Ушакова і молодший лейтенант Лобанов (в 11 сезоні — просто лейтенант). Так само в нову структуру переходить черговий — майор Чердинцев.

### 12 сезон
Міліція стає поліцією, в забійному відділі Міжрайонного УВС також проводиться реорганізація, Лобанов перекладається у відділ «К», що займається високими технологіями. У відділі з'являються нові співробітники — капітан Кримов, старший лейтенант Глушко, лейтенанти Савіна і Барський (знімався всього в декількох серіях). Порохня та Ушакова в цьому сезоні не з'являються.

### 13 сезон
Капітан Димов їде у відрядження, подальша його доля невідома, замість старшого лейтенанта Глушко у відділ приходить старший лейтенант Зайчик (знімався тільки в першій половині сезону), лейтенант Савіна виходить заміж за військового моряка і їде з ним у Владивосток.
У серії «Будинок з привидами» в Санкт-Петербург з Краснодара приїжджає лейтенант Маргарита Потапенко на пошуки втікача злочинця, оперативники відразу вдаються до її допомоги в розслідуванні чергової справи.
У серії «Мрія» у місті змінюється керівництво ГУВС — новим начальником стає генерал-майор Мерзлякін, переведений з Москви. Насамперед він відправляє у відставку полковника Фірсова і призначає на його місце полковника Градовікова, який приїхав з ним з Москви.
У серії «Дожити до прем'єри» новий начальник Міжрайонного УВС викликає підполковника Соловца і вимагає, щоб він разом з відділом написав прохання про відставку, щоб звільнити місце для московських колег. Соловец відмовляється, тепер співробітники забійного відділу повинні діяти суворо по інструкції, інакше їх звільнять.
У серії «Ворог твого ворога» Градовіков оголошує Соловцов, що незабаром в їх відділі з'явиться новий співробітник переведений з Москви. Соловец побоюється, що їм хочуть заслати шпигуна, щоб знайти привід для звільнення, однак на загальний подив цим співробітником виявляється вже став капітаном Порохня, який у Москві став другом Градовікова.
У серії «Хокку» Градовіков оголошує про ще один новому співробітнику відділу — цим співробітником виявляється лейтенант Ніколь Єгоркіна з родини високопосадовців, що потрапила в поліцію по блату. Співробітники забійного відділу спочатку холодно зустрічають нового співробітника.
Полковник Градовіков і генерал-майор Мерзлякін продовжують наполегливі спроби звільнити незговірливих співробітників забійного відділу, але Порохня і Єгоркіна геть відмовляються доносити на колег.
У серії «Справедливості заради» з Москви переїздять дружина і дочка Градовікова, але по дорозі з вокзалу їх викрадають, підполковник Соловец дізнавшись про подію, з власної ініціативи починає їх пошуки, чим викликає крайнє здивування у полковника.
У серії «Головний підозрюваний» підполковнику Соловцов і співробітникам забійного відділу Міжрайонного УВС доводиться рятувати генерала Мерзлякіна, що став головним підозрюваним у вбивстві. Після чого всі спроби звільнити ментів припиняються.

### 14 сезон
Лейтенант Єгоркіна завагітніла і йде з поліції, замість неї в забійний відділ Міжрайонного УВС приходить вже старший лейтенант Потапенко, яка перевелася з Краснодара. Ридань нарешті отримує довгоочікуване звання.